# Chicago Sky 2008
La stagione 2008 delle Chicago Sky fu la 3ª nella WNBA per la franchigia.
Le Chicago Sky arrivarono quinte nella Eastern Conference con un record di 12-22, non qualificandosi per i play-off.

## Roster
| N° | Naz.                   | Ruolo | Sportivo        | Anno | Alt. | Peso |
| -- | ---------------------- | ----- | --------------- | ---- | ---- | ---- |
| 2  | Stati Uniti (bandiera) | A     | Brooke Queenan  | 1984 | 188  | 84   |
| 3  | Stati Uniti (bandiera) | GA    | Dominique Canty | 1977 | 175  | 73   |
| 4  | Stati Uniti (bandiera) | AC    | Candice Dupree  | 1984 | 188  | 73   |
| 9  | Stati Uniti (bandiera) | G     | Cathy Joens     | 1981 | 180  | 75   |
| 11 | Stati Uniti (bandiera) | G     | Jia Perkins     | 1982 | 173  | 70   |
| 15 | Stati Uniti (bandiera) | G     | Quianna Chaney  | 1986 | 180  | 73   |
| 21 | Stati Uniti (bandiera) | A     | Brooke Wyckoff  | 1980 | 185  | 83   |
| 22 | Stati Uniti (bandiera) | G     | Armintie Price  | 1985 | 175  | 60   |
| 24 | Stati Uniti (bandiera) | A     | Leah Rush       | 1984 | 185  | 79   |
| 32 | Stati Uniti (bandiera) | G     | K.B. Sharp      | 1980 | 175  | 68   |
| 34 | Stati Uniti (bandiera) | C     | Sylvia Fowles   | 1986 | 198  | 91   |
| 42 | Stati Uniti (bandiera) | C     | Tye'sha Fluker  | 1984 | 196  | 95   |
| 44 | Stati Uniti (bandiera) | AC    | Chasity Melvin  | 1976 | 191  | 84   |

## Staff tecnico
- Allenatore: Steven Key
- Vice-allenatori: Michael Mitchell, Stephanie White
- Preparatore atletico: Nick Rubel
- Preparatore fisico: Ann Crosby